# СЦ Визура
Спортски центар Визура спортски је центар и дворана у Београду, главном граду Србије.
Смештен је у општини Нови Београд у улици Тошин бунар. Центар је саграђен 2002. и има 1.500 места за седење. Служи за професионалну кошарку, одбојку и стони тенис. Домаћа је дворана кошаркашког клуба Визура.